# Apatura macar
Apatura macar är en fjärilsart som beskrevs av Wallace 1869. Apatura macar ingår i släktet Apatura och familjen praktfjärilar. Inga underarter finns listade i Catalogue of Life.